# Torneo de Karlsruhe 2021
El Karlsruhe Open 2021 (también conocido como Liqui Moly Open por motivos de patrocinio) fue un torneo de tenis profesional jugado en canchas de tierra batida. Se trató de la 2ª edición del torneo que formó parte de los Torneos WTA 125s en 2021. Se llevó a cabo en Karlsruhe, Alemania, entre el 7 al 12 de septiembre de 2021.

## Cabezas de serie

### Individuales
| Tenista          | Ranking | Preclasificada |
| Clara Burel      | 91      | 1              |
| Anna Schmiedlová | 92      | 2              |
| Mayar Sherif     | 95      | 3              |
| Martina Trevisan | 106     | 4              |
| Kaja Juvan       | 109     | 5              |
| Maryna Zanevska  | 113     | 6              |
| Astra Sharma     | 114     | 7              |
| Irina Bara       | 118     | 8              |

- Ranking del 30 de agosto de 2021

### Dobles
| Tenista                            | Ranking | Preclasificada |
| Astra Sharma Rosalie van der Hoek  | 218     | 1              |
| Vivian Heisen Kimberley Zimmermann | 232     | 2              |
| Katarzyna Piter Mayar Sherif       | 271     | 3              |
| Irina Bara Ekaterine Gorgodze      | 286     | 4              |

## Campeonas

### Individuales femeninos
Mayar Sherif venció a  Martina Trevisan por 6–3, 6–2

### Dobles femenino
Irina Bara /  Ekaterine Gorgodze vencieron a  Katarzyna Piter /  Mayar Sherif por 6–3, 2–6, [10–7]